# Super Q. Morumbi
Super Quadra Morumbi é um Bairro localizado no distrito Vila Sônia na jurisdição da Subprefeitura do Butantã. O Bairro Super quadra Morumbi fica próximo ao bairro Portal do Morumbi e próximo ao Campo Limpo.